# Henrique Voigt
Henrique Voigt (Blumenau, 13 de julho de 1886 — Rio do Sul, 20 de setembro de 1948) foi um político brasileiro.
Foi deputado à Assembleia Legislativa de Santa Catarina na 1ª legislatura (1935 — 1937).